# 科扎齊克 (克吉奇夫卡區)
49°20′30″N 35°52′18″E / 49.34167°N 35.87167°E
科扎齊克（烏克蘭語：Козацьке），是烏克蘭東部的村莊，隸屬哈爾科夫州的別列斯京區。該村始建於1921年，面積0.55平方公里，海拔高度172米，2001年人口581，人口密度每平方公里1,058.3人。